# Alivino de Melo Machado
Alivino de Melo Machado (Gramado dos Loureiros, 27 de julho de 1958 — Passo Fundo, 4 de junho de 2010) foi um político brasileiro.
Nasceu em uma família de agricultorese tinha 11 irmãos. Foi casado com Neiva Machado.
Em 1991 coordenou o movimento de emancipação do então distrito do município de Nonoai. Em 1992, depois de uma eleição muito disputada, foi eleito o primeiro prefeito do município.
Trabalhou como coordenador político do então deputado estadual Vilson Covatti, de 1997 a 2005.
Em 2010 foi baleado em consequência de assalto a um posto bancário de Gramado dos Loureiros. O ex-prefeito Alivino Machado estava em uma janela da prefeitura e foi atingido na cabeça, morrendo dois dias depois.  Na época trabalhava como coordenador político do gabinete da governadora Yeda Crusius.